# Xiphogramma holorhoptra
Xiphogramma holorhoptra är en stekelart som beskrevs av Maksymilian Nowicki 1940. Xiphogramma holorhoptra ingår i släktet Xiphogramma och familjen hårstrimsteklar.
Artens utbredningsområde är Polen. Inga underarter finns listade i Catalogue of Life.